# Псевдослучайная функция Наора — Рейнгольда
Псевдослучайная функция Наора — Рейнгольда — псевдослучайная функция, введённая в 1997 году Мони Наором и Омером Рейнгольдом для построения различных криптографических примитивов в симметричном шифровании и криптографии с открытым ключом. Отличительными особенностями данной псевдослучайной функции являются низкая вычислительная сложность и высокая криптографическая стойкость. Данные свойства вместе с тем фактом, что распределение значений данной функции близко к равномерному, позволяют использовать ее в качестве основы для многих криптографических схем.

## Постановка
В криптографии под семейством псевдослучайных функций понимают набор функций (которые могут быть эффективно вычислены за полиномиальное время), обладающих следующим свойством: злоумышленник не может эффективно найти какое-либо существенное различие между поведением функции из данного семейства и истинной случайной функции. Пусть {\displaystyle p} — это {\displaystyle n}-битное простое число, {\displaystyle l} — простое число, являющееся делителем {\displaystyle p-1}, а {\displaystyle g\in {\mathbb {F} }_{p}^{*}}, — некоторый элемент с мультипликативным порядком {\displaystyle l} по модулю {\displaystyle p}. Тогда функция Наора — Рейнгольда {\displaystyle f_{a}(x)} определяется некоторым {\displaystyle (n+1)}-мерным вектором {\displaystyle a=(a_{0},a_{1},...,a_{n})\in ({\mathbb {F} }_{l})^{n+1}} над полем {\displaystyle \mathbb {F} _{l}} и равна:
{\displaystyle f_{a}(x)=g^{a_{0}\cdot a_{1}^{x_{1}}a_{2}^{x_{2}}...a_{n}^{x_{n}}}\in \mathbb {F} _{p}}
где {\displaystyle x=x_{1},...,x_{n}} — это двоичное представление целого числа {\displaystyle x,} {\displaystyle 0\leq x<2^{n}}, с добавлением ведущих нулей, если это необходимо.

### Пример
Пусть {\displaystyle p=7} и {\displaystyle l=3}. В качестве {\displaystyle g\in \mathbb {F} _{7}^{*}} с мультипликативным порядком {\displaystyle 3} можно выбрать {\displaystyle g=4}. Тогда при {\displaystyle n=3}, {\displaystyle a=(1,1,3,1)} и {\displaystyle x=5} функция {\displaystyle f_{a}(5)} вычисляется как
{\displaystyle f_{a}(x)=g^{a_{0}\cdot a_{1}^{x_{1}}a_{2}^{x_{2}}...a_{n}^{x_{n}}}=4^{1\cdot 1^{1}3^{0}1^{1}}=4^{1}=4\in \mathbb {F} _{7}}
Так как двоичное представление числа {\displaystyle 5} — это {\displaystyle (1,0,1)}.

## Вычислительная сложность
Построение псевдослучайной функции Наора — Рейнгольда требует {\displaystyle n} умножений по модулю {\displaystyle l} и одно возведение в степень по модулю {\displaystyle p}, которое может быть сделано за {\displaystyle O\left({\frac {n}{\log n}}\right)} умножений по этому модулю.
Для схемной сложности данной функции было показано, что существует такой полином {\displaystyle p(x)}, что для любого {\displaystyle a=(a_{0},a_{1},...,a_{n})\in ({\mathbb {F} }_{l})^{n+1}}, {\displaystyle f_{a}(x)} может быть реализована схемой из пороговых элементов глубины {\displaystyle d} и размера, не превышающего {\displaystyle p(n)}. Это означает, что функции Наора — Рейнгольда принадлежит классу TC0 в терминах булевых схем.

## Применение
Псевдослучайная функция Наора — Рейнгольда может быть использована в качестве основы многих криптографических схем, включая симметричное шифрование, аутентификацию и электронные подписи.
Также было показано, что данная функция может быть использована в:
- динамически идеальном хешировании[англ.]: даже если злоумышленник может изменить распределение ключей в зависимости от значений, которые функция хеширования присвоила предыдущим ключам, он не сможет умышленно вызвать коллизии.
- построении схем аутентификации на основе имитовставки, которые надёжно защищены от атак.
- выдаче статичных идентификационных номеров, которые могут быть проверены устройствами, располагающими лишь небольшим объёмом памяти.
- построении систем радиолокационного опознавания.

## Безопасность
Псевдослучайная функция Наора — Рейнгольда имеет высокую криптографическую стойкость. Пусть злоумышленнику известны значения функции в нескольких точках: {\displaystyle f_{a}(1)=g^{a_{0}a_{1}},f_{a}(2)=g^{a_{0}a_{2}},\dots ,f_{a}(k)=g^{a_{0}a_{1}^{x_{1}}a_{2}^{x_{2}}...a_{n}^{x_{n}}}}и ему необходимо вычислить {\displaystyle f_{a}(k+1)}. Если {\displaystyle x_{1}=0}, то чтобы получить {\displaystyle f_{a}(k+1)=g^{a_{0}a_{1}a_{2}^{x_{2}}\dots a_{n}^{x_{n}}}}, злоумышленнику необходимо решить задачу Диффи — Хеллмана для {\displaystyle f_{a}(1)=g^{a_{0}a_{1}}} и {\displaystyle f_{a}(k)=g^{a_{0}a_{2}^{x_{2}}...a_{n}^{x_{n}}}}. Но по предположению о сложности Диффи — Хеллмана не существует эффективного алгоритма, способного решить данную задачу.
Поток чисел, генерируемый псевдослучайной функцией, также должен быть непредсказуемым, то есть, он должен быть неотличим от совершенно случайного набора чисел. Пусть {\displaystyle {\mathcal {A}}^{f}} обозначает алгоритм, имеющий доступ к оракулу, который вычисляет {\displaystyle f_{a}(x)}. Предположим, что предположение Диффи — Хеллмана выполняется для {\displaystyle \mathbb {F} _{p}}. Тогда для любого вероятностного полиномиального алгоритма {\displaystyle {\mathcal {A}}} и достаточно большого {\displaystyle n} выполнено:
{\displaystyle |{\text{Pr }}[{\mathcal {A}}^{f_{a}(x)}(p,g)=1]-{\text{Pr }}[{\mathcal {A}}^{R}(p,g)=1]|<\epsilon }, где {\displaystyle \epsilon (n)} — пренебрежимо мало.
Первая вероятность равна доле наборов {\displaystyle s=(p,g,a)}, на которых алгоритм выдаёт единицу, а вторая получается из случайного выбора пары {\displaystyle (p,g)} и функции {\displaystyle R_{a}(x)} среди множества всех функций {\displaystyle \{0,1\}^{n}\to {\mathbb {F} }_{p}}.

## Линейная сложность
Одним из естественных показателей того, насколько последовательность может быть полезной для криптографических целей, является её линейная сложность. Линейная сложность {\displaystyle n}-элементной последовательности {\displaystyle W(x),\;x=0,\dots ,n-1}, над кольцом {\displaystyle {\mathcal {R}}} — это длина {\displaystyle l} кратчайшего линейного рекуррентного соотношения {\displaystyle W(x+l)=A_{l-1}W(x+l-1)+\dots +A_{0}W(x),\;x=0,\dots ,n-(l-1)}, где {\displaystyle A_{0},\dots ,A_{l-1}\in {\mathcal {R}}}. Для функции Наора — Рейнгольда было показано, что существуют такие {\displaystyle \gamma >0} и {\displaystyle n\geqslant (1+\gamma )\log l}, что для любого {\displaystyle \delta >0} и достаточно большого {\displaystyle l} линейная сложность {\displaystyle L_{a}} последовательности {\displaystyle f_{a}(x)}, {\displaystyle 0\leq x<2^{n}}, удовлетворяет следующему неравенству:
{\displaystyle L_{a}\geqslant {\begin{cases}l^{1-\ \delta \,\!}&{\text{, если }}\gamma \,\!\geqslant 2\\l^{\left({\tfrac {\ \gamma \,\!}{2-\ \delta \,\!}}\right)}&{\text{, если }}\gamma \,\!<2\end{cases}}}
для всех, кроме не более чем {\displaystyle 3(l-1)^{n-\delta }} векторов {\displaystyle a\in (\mathbb {F} _{l})^{n+1}}.

## Равномерность распределения
Статистическое распределение {\displaystyle f_{a}(x)} экспоненциально близко к равномерному распределению почти для всех векторов {\displaystyle a\in ({\mathbb {F} }_{l})^{n+1}}:
пусть {\displaystyle {\mathbf {D} }_{a}} — расхождение множества {\displaystyle \{f_{a}(x)|0\leq x<2^{n}\}} или, другими словами, отклонение распределения значений псевдослучайной функции от равномерного распределения. Было показано, что если {\displaystyle n=\log p} — это битовая длина {\displaystyle p}, тогда для всех векторов {\displaystyle a} ∈ {\displaystyle (\mathbb {F} _{l})^{n+1}} справедливо неравенство {\displaystyle {\mathbf {D} }_{a}\leq \Delta (l,p)}, где:
{\displaystyle \Delta (l,p)={\begin{cases}p^{\left({\tfrac {1-\ \gamma \,\!}{2}}\right)}l^{\left({\tfrac {-1}{2}}\right)}\log ^{2}p&{\text{ если }}l\geqslant p^{\gamma \,\!}\\p^{\left({\tfrac {1}{2}}\right)}l^{-1}\log ^{2}p&{\text{ если }}p^{\gamma \,\!}>l\geqslant p^{\left({\tfrac {2}{3}}\right)}\\p^{\left({\tfrac {1}{4}}\right)}l^{\left({\tfrac {-5}{8}}\right)}\log ^{2}p&{\text{ если }}p^{\left({\tfrac {2}{3}}\right)}>l\geqslant p^{\left({\tfrac {1}{2}}\right)}\\p^{\left({\tfrac {1}{8}}\right)}l^{\left({\tfrac {-3}{8}}\right)}\log ^{2}p&{\text{ если }}p^{\left({\tfrac {1}{2}}\right)}>l\geqslant p^{\left({\tfrac {1}{3}}\right)}\\\end{cases}}}
и {\displaystyle \gamma =2,5-\log 3\approx 0,9150\dots }.
Это свойство не имеет непосредственного криптографического значения, но если бы оно не было выполнено, это могло бы повлечь катастрофические последствия для применения функции.

## Последовательности на эллиптической кривой
Анализ этой функции на эллиптической кривой позволяет улучшить криптографическую стойкость соответствующей системы. Пусть {\displaystyle p>3} — простое число и {\displaystyle E} — эллиптическая кривая над {\displaystyle \mathbb {F} _{p}}. Тогда любой вектор {\displaystyle a=(a_{0},a_{1},\dots ,a_{n})\in ({\mathbb {F} }_{l}^{*})^{n+1}} определяет конечную последовательность {\displaystyle f_{a}(x)=(a_{0}a_{1}^{x_{1}}a_{2}^{x_{2}}\dots a_{n}^{x_{n}})G\in \mathbb {F} _{p}^{2}} в циклической группе {\displaystyle \langle G\rangle }, где {\displaystyle x=x_{1}\dots x_{n}} — битовое представление {\displaystyle x,\;0\leq x<2^{n}}, {\displaystyle G\in \mathbb {F} _{p}^{2}}, — некоторый элемент на {\displaystyle E} с мультипликативным порядком {\displaystyle l}, а {\displaystyle (a_{0}a_{1}^{x_{1}}a_{2}^{x_{2}}\dots a_{n}^{x_{n}})G} — это операция возведения элемента {\displaystyle G} в степень {\displaystyle a_{0}a_{1}^{x_{1}}a_{2}^{x_{2}}\dots a_{n}^{x_{n}}} относительно групповой операции в абелевой группе {\displaystyle \mathbb {F} _{p}}-рациональных точек эллиптической кривой. В таких обозначениях последовательность Наора — Рейнгольда на эллиптической кривой определяется как {\displaystyle u_{k}=X(f_{a}(k))\;}, где {\displaystyle X(P)} обозначает абсциссу точки {\displaystyle P\in E}.
Если предположение Диффи — Хеллмана выполнено, то индекса {\displaystyle k} не достаточно для вычисления {\displaystyle u_{k}} за полиномиальное время. Для эллиптической кривой Наора — Рейнгольда было показано, что существуют такие {\displaystyle \gamma >0} и {\displaystyle n\geqslant (1+\gamma )\log l}, что для любого {\displaystyle \delta >0} и достаточно большого {\displaystyle l} линейная сложность {\displaystyle L_{a}} последовательности {\displaystyle (u_{k})_{k=0}^{2^{n}-1}} удовлетворяет следующему неравенству:
{\displaystyle L_{a}\geqslant \min \left(l^{{\frac {1}{3}}-\delta },{\frac {l^{(\gamma -3\delta )}}{\log ^{2}l}}\right)}
для всех, кроме не более чем {\displaystyle O((l-1)^{n-\delta })} векторов {\displaystyle a\in (\mathbb {F} _{l}^{*})^{n+1}}.